# Pseudomyrmex viduus
Pseudomyrmex viduus é uma espécie de formiga do género Pseudomyrmex, subfamilia Pseudomyrmecinae. Esta espécie foi descrita cientificamente por Smith em 1858.

## Distribuição
Encontra-se em Bolívia, Brasil, Colômbia, Costa Rica, Cuba, Equador, Guayana Francesa, Antillas Maiores, Guyana, Honduras, México, Surinam e Trinidad e Tobago.